# Sven Ekbom
Sven Ekbom, född den 14 juni 1900 i Stockholm, död den 23 mars 1982 i Nyköping, var en svensk ämbetsman. Han var son till Knut Ekbom.
Ekbom avlade studentexamen 1918 och juris kandidatexamen 1922. Han genomförde tingstjänstgöring i Ångermanlands södra domsaga 1923–1927. Ekbom var länsnotarie i Västernorrlands län 1927–1937, tillförordnad landsfogde där 1932–1933, länsassessor i samma län 1938–1947, landssekreterare i Västerbottens län 1948–1954 och i Södermanlands län 1954–1966. Han blev riddare av Vasaorden 1947 och av Nordstjärneorden 1950 samt kommendör av sistnämnda orden 1956.